# Abdelmajid Chetali
Abdelmajid Chetali (in arabo عبد المجيد الشتالي‎?; Susa, 4 luglio 1939) è un ex calciatore tunisino, di ruolo centrocampista.

## Carriera

### Giocatore

#### Club

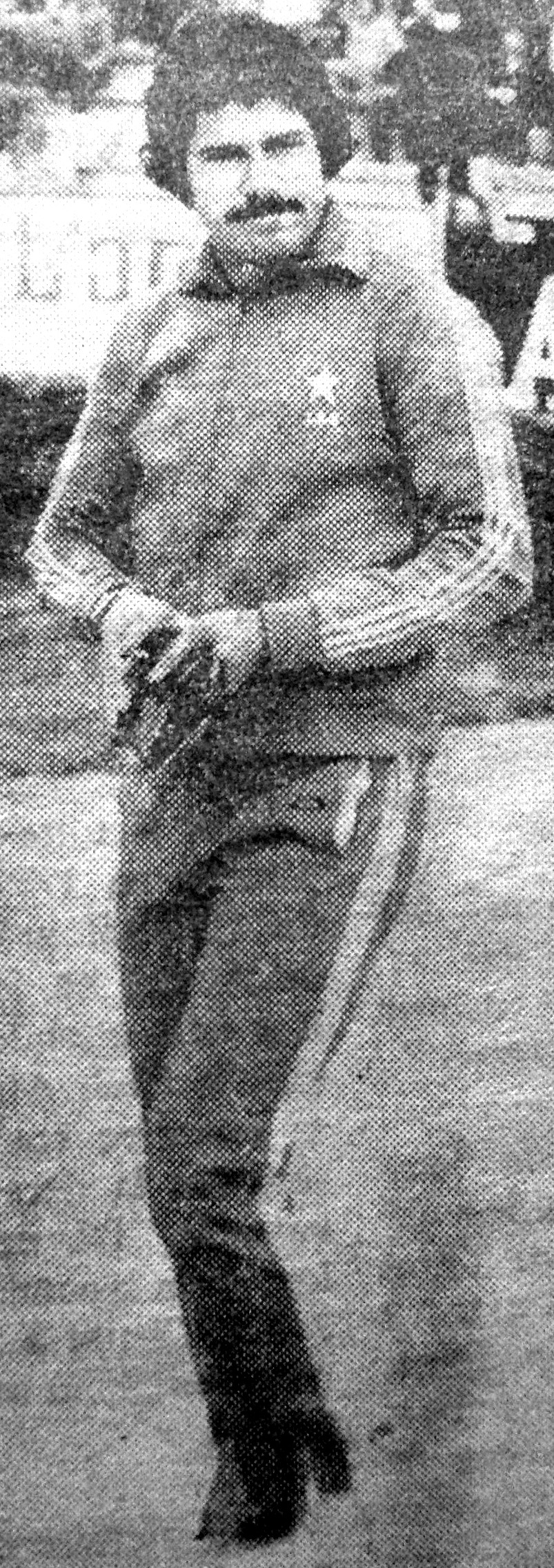
Abdelmajid Chetali nel 1973

Figlio di una famiglia di calciatori, iniziò la sua carriera da calciatore professionista come trequartista nel 1957 quando fu ingaggiato dall'Étoile Sportive du Sahel.

#### Nazionale
Ha militato nella Nazionale di calcio della Tunisia per 6 anni ed ha collezionato in totale 70 presenze, mettendo a segno 4 reti.

### Allenatore
È ritornato da allenatore nel 1970 nel club dove ha trascorso tutta la sua carriera da calciatore, l'Étoile Sportive du Sahel.
Nel 1974 divenne il CT della Nazionale tunisina che partecipò all'edizione del Campionato mondiale di calcio svoltosi nel 1978 in Argentina.

## Palmarès

### Giocatore

#### Competizioni nazionali
- Campionato tunisino: 3

Etoile du Sahel: 1957-1958, 1962-1963, 1965-1966
- Coppa di Tunisia: 2

Etoile du Sahel: 1958-1959, 1962-1963

### Allenatore

#### Competizioni nazionali
- Campionato tunisino: 1

Etoile du Sahel: 1971-1972